# 326-та фольксгренадерська дивізія (Третій Рейх)
326-та фольксгренадерська дивізія (Третій Рейх) (нім. 326. Volksgrenadier-Division) — піхотна дивізія народного ополчення (фольксгренадери) вермахту за часів Другої світової війни.

## Історія з'єднання
326-та фольксгренадерська дивізія була сформована 4 вересня 1944 року в Галанті в Угорщині шляхом перейменування 579-ї фольксгренадерської дивізії на заміну 326-ї піхотної дивізії, яка була знищена в Нормандії. З 21 листопада 1944 року дивізія діяла на Західному фронті в районі Герольштайна. Вважалося, що вона була повністю укомплектована особовим складом і матеріальними засобами. Однак не вистачало близько 400 коней і 1/3 засобів зв'язку.
10 грудня 1944 року дивізія прибула в район Калл/Гмюнд (північний Айфель). Відразу після розвантаження 752-й гренадерський полк був розгорнутий для участі в боях в районі Моншау — Мютценіх. Два інших гренадерських полки також були розгорнуті по обидва боки Моншау під час атаки дивізії в рамках Арденнського наступу. Завданням дивізії було прорвати фронт противника по обидва боки дороги Моншау-Ойпен і вийти на ділянку Везер. Однак цьому наміру завадили американські атаки на південне крило 272-ї фольксгренадерської дивізії, що призвело до тимчасової втрати Кестерніха. Три полки дивізії стали жертвами впертого опору американських військ у перший же день Арденнського наступу і були відведені на вихідні позиції.
18 грудня дивізія перейшла до оборони. 25 грудня 246-та фольксгренадерська дивізія замінила 326-у фольксгренадерську дивізію на рубежах по обидва боки Моншау, а остання згодом замінила сильно побиту 62-у фольксгренадерську дивізію в районі Вієлсальма. Дивізія зазнала важких втрат під час битви на Виступі. В результаті зазнаних втрат 753-й гренадерський полк було розформовано. Під час ар'єргардних боїв у січні 1945 року дивізія встановила лінію опору вздовж дороги Санкт-Віт — Томмен. Всього через два дні XIII армійський корпус віддав наказ відступити на нові позиції. 30 січня 1945 року американські війська атакували слабкий німецький фронт і відкинули німецькі війська назад до Бляйальфа. В результаті навколо міста розгорнулися важкі бої від будинку до будинку.
2/3 лютого 1945 року дивізія була відкинута назад на лінію Зігфрида. Через день американським військам вдалося увірватися на територію приблизно за кілометр на північ від дороги Прюм — Бляйальф. Ще через день американські підрозділи змогли розширити зону прориву і зайняти село Брандшайдт. Дивізія була на межі своїх можливостей. 751-й і 752-й гренадерські полки були об'єднані в 752-у бойову групу і передані під командування 276-ій фольксгренадерській дивізії. Штаб дивізії був відкликаний з передової і отримав завдання реорганізувати дивізію.
26 лютого 1945 року штаб дивізії отримав наказ від XIII армійського корпусу замінити 340-ту фольксгренадерську дивізію, розгорнуту на правому фланзі корпусу. Для цього дивізія сформувала 751-шу полкову бойову групу з Троссена. Але, вже 3 березня 1945 року внаслідок атаки американських військ дивізія знову була розбита. Її залишки змогли відступити на позицію Кайл через Бірресборн.
Піхота дивізії все ще налічувала 200 чоловік. До 7 березня чисельність піхотних підрозділів впала до 150 осіб.
Незабаром дивізія була остаточно розгромлена в боях навколо Боксберга і згодом припинила своє існування як цілісна одиниця. З кількома розрізненими солдатами штаб дивізії пробився до Кохема і 11 березня досяг Целль-ан-дер-Мозель. Звідти дивізію, яка перетворилася на бойову групу, розгорнули на ділянці Нойвід — Нідербібер. 22 березня американські частини атакували Нойвід. Залишки дивізії змогли протриматися там до вечора. У наступні дні наступаючим американським частинам вдалося розірвати фронт дивізії в районі Енгерса і Фаллендара і зайняти висоту Вестервальд. 29 березня штаб дивізії отримав наказ створити новий оборонний фронт на Едері. Там до складу бойової групи дивізії передали частини 166-ї піхотної дивізії, які були перекинуті з Данії. Вже через день у Фріцларі зав'язалися важкі вуличні бої, в результаті яких так звану позицію на Едері довелося залишити.
На початку квітня 1945 року залишки дивізії перейшли на нову лінію фронту на річці Фульда. Вони були відкинуті американськими військами 3 квітня 1945 року під час боїв навколо Касселя в районі Овервельмар. 7 квітня дивізія вийшла до Верри на лінії Менсен — Вітценгаузен. 10 квітня її залишки перебували у Вольбрандсгаузені, а 12 квітня 1945 року — між Остероде та Герцбергом. Немає жодних свідчень про подальше застосування підрозділів дивізії.

## Райони бойових дій
- Угорщина (вересень — листопад 1944)
- Бельгія (листопад 1944 — січень 1945)
- Німеччина (січень — травень 1945)

## Командування

### Командири
- генерал-майор Ервін Кашнер (4 вересня 1944 — 8 травня 1945)

### Підпорядкованість
| Час       | Корпус   | Армія | Група армій (округ)                  | Штаб    |
| --------- | -------- | ----- | ------------------------------------ | ------- |
| 1944      |          |       |                                      |         |
| 4 вересня |          |       |                                      | Ґаланта |
| 10 грудня | LXVII ак | 6 ТА  | Група армій «B»                      | Айфель  |
| 18 грудня | LXXIV ак | 15 А  | Група армій «B»                      | Арденни |
| 1944      |          |       |                                      |         |
| 1 січня   | LXXIV ак | 15 А  | Група армій «B»                      | Арденни |
| лютий     | XIII ак  | 7 А   | Група армій «B»                      | Айфель  |
| березень  | LIII ак  | 7 А   | Група армій «B»                      | Айфель  |
| квітень   |          | 11 А  | Головнокомандування Вермахту «Захід» | Гарц    |

## Склад
| 1944                                   |
| -------------------------------------- |
| 751-й гренадерський полк               |
| 752-й гренадерський полк               |
| 753-й гренадерський полк               |
| 326-й артилерійський полк              |
| 326-й протитанковий дивізіон           |
| 326-й інженерний батальйон             |
| 326-те дивізійне управління постачання |
| 326-й дивізійний батальйон зв'язку     |
| 326-й запасний батальйон               |